# Grumstrup
Grumstrup er en landsby i Østjylland med 240 indbyggere  (2024). Grumstrup er beliggende 17 kilometer nordøst for Horsens og 14 kilometer syd for Skanderborg. Nærmeste by er Hovedgård tre kilometer syd for byen. Byen ligger i Region Midtjylland og hører til Horsens Kommune.
Grumstrup er beliggende i Vedslet Sogn.

## Historie
Grumstrup går formodentlig tilbage til middelalderen. Endelsen -strup viser, at det var en torp, en udflytterbebyggelse.
I 1682 bestod Grumstrup af 21 gårde. Det samlede dyrkede areal udgjorde 713,0 tønder land skyldsat til 108,75 tønder hartkorn. Dyrkningsformen var trevangsbrug.
Grumstrup indgik i Skanderborg Rytterdistrikt mellem 1720 og 1767. Grumstrup var et af de steder, hvor der blev oprettet en rytterskole. Grumstrup blev udskiftet i 1779 men ingen af gårdene blev i første omgang udflyttet.
Omkring 1900 beskrives byen således: "Grumstrup med Skole, Pogeskole, Andelsmejeri og Mølle."